# Ленінський міський округ
Ле́нінський міський округ (рос. Ленинский городской округ) — муніципальне утворення на північному сході Московської області Росії.
Адміністративний центр — місто Видне.

## Географія

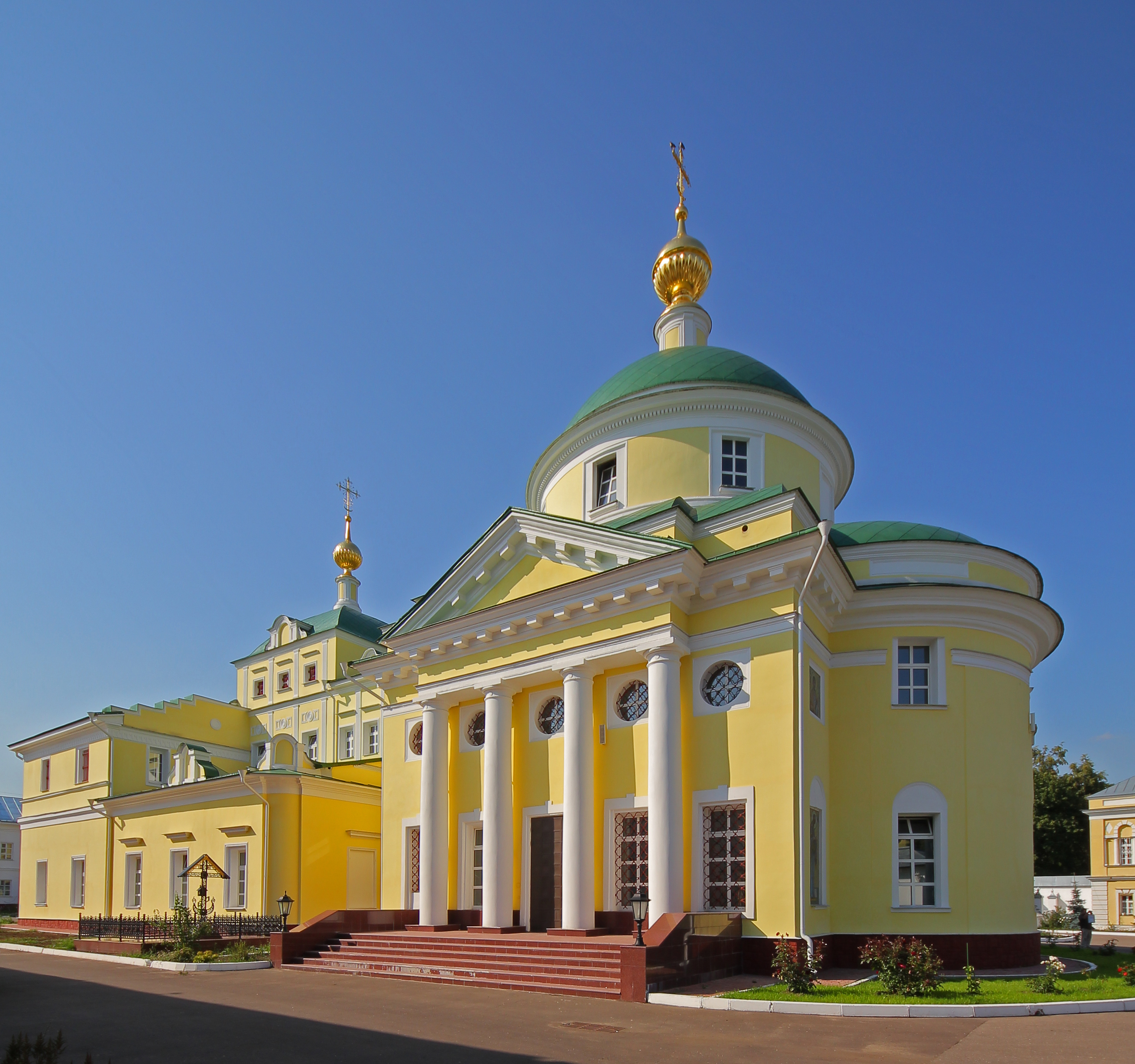
Катерининська пустинь

Знаходиться в центральній частині Московської області на Теплостанській височині. Східним кордоном служить річка Москва.

## Населення
Населення округу становить 149256 осіб (2019; 94242 у 2010, 83719 у 2002).

## Історія

### Радянський період
Ленінський район був утворений 12 липня 1929 року у складі Московського округу Московської області, центром стало смт Леніно-Дачне. До складу району увійшли місто Любліно, смт Бірюльово, Бутово, Леніно-Дачне, Розторгуєво, сільради колишньої Московської губернії:
- з Московського повіту
  - з Ленінської волості — Аннинська, Бірюльовська, Велико-Голубинська, Борисовська, Братеєвська, Гравороновська, Дяковська, Зюзінська, Качаловська, Колменська, Котловська, Котляковська, Кур'яновська, Ленінська, Мар'їнська, Нагатінська, Новинковська, Оріховська, Перервинська, Печатниковська, Покровська, Сабуровська, Садовниковська, Теплостанська, Черьомушкинська, Чертановська, Шаболовська, Шайдаровська, Ясеневська
- з Подольського повіту
  - з Островської волості — Андрієвська, Бесідська, Дально-Прудищенська, Дроздовська, Ірининська, Картинська, Коробовська, Мамоновська, Місайловська, Островська
  - з Сухановської волості — Биковська, Ближньо-Прудищенська, Булатниковська, Дидилдінська, Жабкинська, Єрмолинська, Калиновська, Лопатинська, Макаровська, Новонікольська, Старонікольська, Таричевська, Черневська, Яковлевська.

30 травня 1930 року зі складу Кунцевського району передано Воронцовську, Деревлевську та Семеновську сільради, до складу Кузнецовського району передано Велико-Голубинську та Теплостанську сільради, до складу Подольського району передано Биковську, Макаровську та Яковлевську сільради, 10 листопада до складу Москви передано Котловську сільраду. 1932 року Старонікольська сільрада перейменована в Щибровську, 1 квітня до складу Москви передано населені пункти Верхні Котли та Нижні Котли. 20 червня 1934 року Ірининську сільраду перейменовано в Молоковську. 21 серпня 1936 року ліквідовано Дально-Прудищенську, Коробовську та Новинковську сільради. 4 грудня 1938 року утворено смт Нагатіно та Сабурово, при цьому ліквідовано Нагатінську та Сабуровську сільради, 3 листопада утворено смт Бітця, 13 грудня до складу міста Любліно передано Перервинську сільраду, 26 грудня утворено смт Черьомушки, при цьому ліквідовано Черьомушкинську сільраду. 26 березня 1939 року утворено смт Новокотляковський, 23 лютого до складу міста Любліно передано Печатниковську сільраду, 7 червня до складу Москви передано Гравороновську сільраду, 19 вересня смт Леніно-Дачне перейменоване в смт Леніно, 17 липня ліквідовано Ближньо-Прудищенську, Воронцовську, Качаловську та Мамоновську сільради, 14 вересня місто Любліно отримало статус обласного та виведене зі складу району.
29 травня 1941 року до складу Москви передано смт Новокотляковський. 8 березня 1946 року утворено смт Красний Строїтель.
14 червня 1954 року ліквідовано Андрієвську, Бірюльовську, Братеєвську, Дроздовську, Дяковську, Єрмолинську, Жабкинську (приєднано до Булатниковської сільради), Котляковську, Кур'яновську, Ленінську, Лопатинську, Мар'їнську, Місайловську, Оріховську, Черневську, Шаболовську та Ясеневську сільради, утворено Батюнінську сільраду. 7 грудня 1957 року зі складу ліквідованого Калінінського району передано смт Троїцький та Десьоновську, Краснопахорську, Первомайську, Сосенську та Філімонковську сільради. 1 лютого 1958 року до складу Подольського району передано Краснопахорську сільраду, 14 березня до складу Москви передано смт Черьомушки, 22 липня ліквідовано Булатниковську (приєднано до Новонікольської сільради), Дидилдінську, Зюзінську, Островську, Садовниковську, Семеновську, Чертановську та Щибровську сільради, Новонікольську сільраду перейменовано в Лопатинську. 30 березня 1959 року з Московського підпорядкування передано смт Видне.
18 серпня 1960 року до складу Москви передано смт Бірюльово, Красний Строїтель, Леніно, Нагатіно, Сабурово, західна частина смт Бутово, сільради Батюнінська, Борисовська, Деревлевська, Зюзінська, Коломенська, Покровська, Шайдаровська, до складу Подольського району передано Троїцьку та Десьоновську сільради, до складу Наро-Фоминського району передано Первомайську сільраду. З території, яка залишилась, утворено Ульяновський район і передано в Московське підпорядкування. До його складу увійшли смт Бітця, Видне, Бутово, сільради Аннинська, Бесідська, Булатниковська (перетворена з Лопатинської сільради), Калиновська, Картинська, Молоковська, Сосенська, Таричевська та Філімонковська. До складу новоствореного Ульяновського району передано також територію ліквідованого Кунцевського району — місто Одинцово, смт Мещорський, Переділкино, Солнцево, Розторгуєво, Чоботи, сільради Внуковська та Терешковська, а також Сталінську сільраду зі складі Раменського району; 17 грудня Калиновська та Таричевська сільради об'єднані в Горкинську, ліквідовано Бесідську сільраду, смт Бітця передано до складу смт Бутово, з Московського підпорядкування передано смт Внуково, зі складу Булатниковської сільради до складу Бутовської селищної ради передано селище Підсобне хозяйство «Бутово». 14 червня 1961 року Аннинську сільраду перейменовано в Михайловську, 11 листопада Ульяновський район (окрім смт Внуково) переданий до складу Московської області, 16 листопада Сталінську сільраду перейменовано у Володарську. 25 червня 1962 року до складу Москви передано смт Мещорський. 1 лютого 1963 року Ульяновський район ліквідовано — смт Видне, Бутово, Розторгуєво, сільради Булатниковська, Володарська, Горкинська, Картинська, Михайловська, Молоковська та Сосенська передані до складу Ленінського сільського району (центр у місті Подольськ), смт Переділкино, Солнцево, Чоботи, сільради Внуковська, Терешковська та Філімонковська передані до складу Звенигородського сільського району. 13 січня 1965 року Ленінський сільський район перетворено в Ленінський район. До його складу увійшли смт Бутово, Переділкино, Солнцево, Чоботи, сільради Булатниковська, Внуковська, Володарська, Горкинська, Десьоновська, Картинська, Михайловська, Молоковська, Сосенська, Терешковська та Філімонковська, смт Видне перетворено в місто обласного підпорядкування, тому до складу району воно не увійшло, однак залишилось його центром; 22 січня із Внуковської сільради до складу Мамоновської сільради Одинцовського району передано населені пункти Глазиніно, Губкино та Лісні Поляни.
23 лютого 1971 року смт Солнцево отримало статус міста обласного підпорядкування, та виведене зі складу району.
24 жовтня 1983 року в Московське підпорядкування передано місто Солнцево разом з територією Ленінського району площею 14 км² (смт Переділкино, Чоботи, селища Здоровий Отдих, Лазенки, Лукино, присілки Орлово, Суково, Терешково, Федосьїно), 6 грудня замість Терешковської сільради утворено Московську, 8 грудня утворено смт Мічурінець. 19 березня 1984 року в Московське підпорядкування передано частину Ленінського району площею 31 км² (західну частину смт Бутово, селище Всесоюзного інституту лікарственних растеній імені Поляни, село Качалово, присілки Бітця, Гавриково, Новокур'яново, Новонікольське, Поляни, Потапово, Старонікольське, Чернево, Щиброво), 19 травня ліквідовано смт Бутово (увійшло до складу Москви), 25 жовтня ліквідовано Михайловську сільраду (селище Дубровський, частина селища Бітця, селище Гарнізона «Остаф'єво», частина смт Бутово передано до складу Булатниковської сільради), утворено Воскресенську сільраду. 5 березня 1987 року утворено смт Горки Ленінські, селище Гарнізона «Остаф'єво» передане до складу Щербинскої міськради. 17 листопада 1989 року до складу Москви передано смт Мічурінець площею 1,35 км².

### Сучасний період
1 березня 1995 року до складу Внуковської сільради включено ДСК «Мічурінець». 17 лютого 1999 року утворено селище Новодрожжино.
1 лютого 2001 року місто Видне втратило статус обласного та повернуто до складу району. Станом на 2002 рік у складі району перебували місто Видне, смт Горки Ленінські та 11 сільських округів:
| Поселення                        | Площа, км² | Населення, осіб (2002) | Населені пункти |
| -------------------------------- | ---------- | ---------------------- | --- |
| Виднівська міська адміністрація  | -          | 52198                  | місто Видне |
| Горкинська селищна адміністрація | -          | 1729                   | смт Горки Ленінські |
| Булатниковський сільський округ  | -          | 5817                   | село Булатниково, присілки Боброво, Бутово, Вирубово, Дрожжино, Жабкино, Лопатино, Спаське, Суханово, селища Бітця, Дубровський, Ізмайлово, Ліспаркхоз, Новодрожжино                                                                      |
| Внуковський сільський округ      | -          | 3260                   | присілки Внуково, Ізваріно, Ликова, Пихтино, Розсказовка, Шельбутово, селища Робочий Посьолок-1, Абабурово, Внуково, Дєтського дома «Молода гвардія», ДСК «Мічурінець», Ізварінської школи, Мінвнєшторга, Санаторія № 14, Станції Внуково |
| Володарський сільський округ     | -          | 3658                   | присілок Велика Володарка, Велике Саврасово, Григорчиково, Мала Володарка, селище Володарського |
| Воскресенський сільський округ   | -          | 5941                   | присілки Городище, Губкино, Каракашево, Лаптево, Розторопово, Ямонтово, селище Підсобного хозяйства «Воскресенське» |
| Горкинський сільський округ      | -          | 4145                   | село Єрмолино, присілки Белеутово, Ближні Прудищі, Горки, Дидилдіно, Калиновка, Коробово, Петрушино, Пуговичино, Сапроново, Таболово, Таричево, селище Ленінський, Мещеріно, Санаторія «Горки Ленінські»                                  |
| Десьоновський сільський округ    | -          | 11086                  | присілки Ватутінки, Власьєво, Десна, Євсеєво, Кисілевка, Кувекіно, Новинки, Пихчево, Пінино, Пісково, Станіславль, Тупиково, Черепово, Яковлево                                                                                           |
| Картинський сільський округ      | -          | 13090                  | село Бесіди, присілки Апарінки, Ащеріно, Дроздово, Картино, Мале Видне, Мамоново, Мільково, Слобода, селище Розвилка, Совхоза імені Леніна                                                                                                |
| Молоковський сільський округ     | -          | 3082                   | села Молоково, Остров, присілки Андрієвське, Богданіха, Дальні Прудищі, Місайлово, Орлово |
| Московський сільський округ      | -          | 17656                  | присілки Говорово, Дудкино, Картмазово, Лапшинка, Мішково, Рум'янцево, Салар'єво, селища Інституту поліомієліту, Московський, Ульяновського лісопарку                                                                                     |
| Сосенський сільський округ       | -          | 18089                  | присілки Бачуріно, Зименки, Ларево, Літово, Макарово, Мамирі, Ніколо-Хованське, Прокшино, Сосенки, Столбово, Язово, селища Газопровод, Завода «Мосрентген», Комунарка                                                                     |
| Філімонковський сільський округ  | -          | 5500                   | присілки Бурцево, Верхнє Валуєво, Голеніщево, Кнутово, Кончеєво, Мар'їно, Нижнє Валуєво, Пушкіно, Середнево, Старосельє, Хар'їно, селище Валуєво, Мар'їно, Радіоцентр, Філімонки                                                          |

1 листопада 2004 року селище Московський отримало статус міста. Після адміністративної реформи 2006 року у районі утворено 3 міських та 11 сільських поселень.
9 січня 2013 року до складу Москви передано 1 міське та 6 сільських поселень загальною площею 251,62 км², при цьому залишились 2 міських та 5 сільських поселень загальною площею 202,55 км². Поселення, що передані:
| Поселення                         | Площа, км² | Населення, осіб (2010) | Населені пункти |
| --------------------------------- | ---------- | ---------------------- | --- |
| Московське міське поселення       | 40,60      | 20901                  | місто Московський, присілки Говорово, Картмазово, Лапшинка, Мішково, Рум'янцево, Салар'єво, селища Інституту поліомієліту, Ульяновського лісопарку                                                                                          |
| Внуковське сільське поселення     | 25,60      | 3988                   | присілки Внуково, Ізваріно, Ликова, Пихтино, Розсказовка, Шельбутово, селища 1-й Робочий Посьолок, Абабурово, Внуково, Дєтського дома «Молода гвардія», ДСК «Мічурінець», Ізварінської школи, Мінвнєшторга, Санаторія № 14, Станції Внуково |
| Воскресенське сільське поселення  | 23,21      | 6872                   | присілки Городище, Губкино, Каракашево, Князево, Лаптево, Милорадово, Розторопово, Язово, Ямонтово, селище Підсобного хозяйства «Воскресенське»                                                                                             |
| Десьоновське сільське поселення   | 52,96      | 13748                  | присілки Ватутінки, Власьєво, Десна, Євсеєво, Кисілевка, Кувекіно, Новинки, Пихчево, Пінино, Пісково, Станіславль, Тупиково, Черепово, Яковлево                                                                                             |
| Мосрентгенське сільське поселення | 6,41       | 17004                  | присілки Дудкино, Мамирі, селище Завода Мосрентген |
| Сосенське сільське поселення      | 67,07      | 9199                   | присілки Бачуріно, Зименки, Ларево, Літово, Макарово, Ніколо-Хованське, Прокшино, Сосенки, Столбово, селища Газопровод, Комунарка |
| Філімонковське сільське поселення | 35,77      | 6217                   | присілки Бурцево, Верхнє Валуєво, Голеніщево, Кнутово, Кончеєво, Мар'їно, Нижнє Валуєво, Пушкіно, Середнево, Старосельє, Хар'їно, селище Валуєво, Мар'їно, Радіоцентр, Філімонки                                                            |

5 серпня 2019 року Ленінський район був перетворений в міський округ, при цьому ліквідовані усі міські та сільські поселення:
| Поселення                         | Площа, км² | Населення, осіб (2010) | Населені пункти |
| --------------------------------- | ---------- | ---------------------- | --- |
| Виднівське міське поселення       | 27,26      | 57770                  | місто Видне, село Єрмолино, присілки Апарінки, Дидилдіно, Спаське, Таболово, Таричево, селище Ленінський                                                    |
| Горкинське міське поселення       | 38,47      | 5509                   | смт Горки Ленінські, присілки Белеутово, Горки, Калиновка, Петрушино, Пуговичино, Сапроново, селище Мещеріно                                                |
| Булатниковське сільське поселення | 35,09      | 6976                   | село Булатниково, присілки Боброво, Бутово, Вирубово, Дрожжино, Жабкино, Лопатино, Суханово, селища Бітця, Дубровський, Ізмайлово, Ліспаркхоз, Новодрожжино |
| Володарське сільське поселення    | 16,40      | 4775                   | присілок Велика Володарка, Велике Саврасово, Григорчиково, Мала Володарка, селище Володарського                                                             |
| Молоковське сільське поселення    | 48,61      | 3897                   | села Молоково, Остров, присілки Андрієвське, Богданіха, Дальні Прудищі, Коробово, Місайлово, Орлово, селище Санаторія «Горки Ленінські»                     |
| Розвилківське сільське поселення  | 23,36      | 11216                  | село Бесіди, присілки Ащеріно, Дроздово, Картино, Мамоново, Мільково, Слобода, селище Розвилка                                                              |
| Совхозне сільське поселення       | 13,36      | 4099                   | присілки Ближні Прудищі, Мале Видне, селище Совхоза імені Леніна                                                                                            |

## Склад
| Населений пункт                       | Населення, осіб (2002) | Населення, осіб (2010) |
| ------------------------------------- | ---------------------- | ---------------------- |
| Андрієвське, присілок                 | 199                    | 247                    |
| Апарінки, присілок                    | 52                     | 170                    |
| Ащеріно, присілок                     | 75                     | 199                    |
| Белеутово, присілок                   | 319                    | 418                    |
| Бесіди, село                          | 170                    | 182                    |
| Бітця, селище                         | 80                     | 101                    |
| Ближні Прудищі, присілок              | 41                     | 52                     |
| Боброво, селище міського типу         | 52                     | 130                    |
| Богданіха, присілок                   | 92                     | 104                    |
| Булатниково, село                     | 382                    | 551                    |
| Бутово, селище міського типу          | 52                     | 81                     |
| Велика Володарка, присілок            | 67                     | 83                     |
| Велике Саврасово, присілок            | 17                     | 59                     |
| Видне, місто                          | 52198                  | 56752                  |
| Вирубово, присілок                    | 99                     | 144                    |
| Володарського, селище                 | 3466                   | 4533                   |
| Горки, присілок                       | 1806                   | 533                    |
| Горки Ленінські, селище міського типу | 1729                   | 3586                   |
| Григорчиково, присілок                | 50                     | 54                     |
| Дальні Прудищі, присілок              | 98                     | 141                    |
| Дидилдіно, присілок                   | 111                    | 147                    |
| Дрожжино, селище міського типу        | 48                     | 69                     |
| Дроздово, присілок                    | 87                     | 226                    |
| Дубровський, селище                   | 351                    | 464                    |
| Єрмолино, село                        | 61                     | 79                     |
| Жабкино, присілок                     | 67                     | 311                    |
| Ізмайлово, селище міського типу       | 1685                   | 1593                   |
| Калиновка, присілок                   | 414                    | 537                    |
| Картино, присілок                     | 113                    | 183                    |
| Коробово, присілок                    | 123                    | 202                    |
| Ленінський, селище                    | 102                    | 113                    |
| Ліспаркхоз, селище                    | 21                     | 33                     |
| Лопатино, селище міського типу        | 108                    | 222                    |
| Мала Володарка, присілок              | 58                     | 46                     |
| Мале Видне, присілок                  | 6                      | 83                     |
| Мамоново, присілок                    | 97                     | 122                    |
| Мещеріно, селище                      | 548                    | 100                    |
| Мільково, присілок                    | 128                    | 191                    |
| Місайлово, присілок                   | 344                    | 370                    |
| Молоково, село                        | 1888                   | 1938                   |
| Новодрожжино, селище міського типу    | 2737                   | 2781                   |
| Орлово, присілок                      | 83                     | 127                    |
| Остров, село                          | 378                    | 463                    |
| Петровське, селище                    | -                      | -                      |
| Петрушино, присілок                   | 62                     | 165                    |
| Пуговичино, присілок                  | 48                     | 104                    |
| Розвилка, селище                      | 8773                   | 9778                   |
| Санаторія «Горки Ленінські», селище   | 291                    | 305                    |
| Сапроново, присілок                   | 27                     | 66                     |
| Слобода, присілок                     | 152                    | 335                    |
| Совхоза імені Леніна, селище          | 3437                   | 3964                   |
| Спаські Виселки, присілок             | -                      | -                      |
| Спаське, присілок                     | 77                     | 92                     |
| Суханово, присілок                    | 58                     | 496                    |
| Таболово, присілок                    | 27                     | 93                     |
| Таричово, присілок                    | 165                    | 324                    |